# Melinda Szikora
Melinda Szikora (født. 19. November 1988 i Kiskunfélegyháza) er en ungarsk håndboldspiller, der spiller for SG BBM Bietigheim i Handball-Bundesliga Frauen og Ungarns kvindehåndboldlandshold.